# Nadine Gordimer
Nadine Gordimer, južnoafriška pisateljica in politična aktivistka, nobelovka, * 20. november 1923, Springs, Transvaal, Južnoafriška unija (zdaj Republika Južna Afrika), † 13. julij 2014, Johannesburg.
Njena dela obravnavajo moralno in rasno problematiko, zlasti v povezavi z apartheidom v Južni Afriki. V času apartheida je vlada prepovedala več njenih knjig. Dejavna je bila v gibanju proti apartheidu in se je priključila Afriškem narodnem kongresu, ko je bila ta organizacija prepovedana. Nelsonu Mandeli je svetovala pri sestavljanju njegovega znamenitega govora »Pripravljen sem umreti« na procesu leta 1964, ki se je zaključil z obsodbo na dosmrtno ječo. Posvečala se je tudi problematiki Hiva/aidsa.
Za »sijajno, epsko pisanje« je leta 1991 prejela Nobelovo nagrado za književnost.